# Lista de filmes portugueses de 1937
Lista de filmes portugueses de longa-metragem lançados comercialmente em Portugal em 1937, nas salas de cinema.
Notas: Na secção coprodução, passando o cursor sobre a bandeira aparecerá o nome do país correspondente.
| # | Filme            | Realização            | Género  | Estreia      | Coprodução |
| - | ---------------- | --------------------- | ------- | ------------ | ---------- |
| 1 | Maria Papoila    | José Leitão de Barros | Comédia | 15 de agosto | —          |
| 2 | Las tres gracias | José Leitão de Barros | Drama   | 1 de março   | Espanha    |